# Luže (Słowenia)
Luže – wieś w Słowenii, w gminie Šenčur. W 2018 roku liczyła 313 mieszkańców.